# Jüdischer Friedhof (Laupheim)

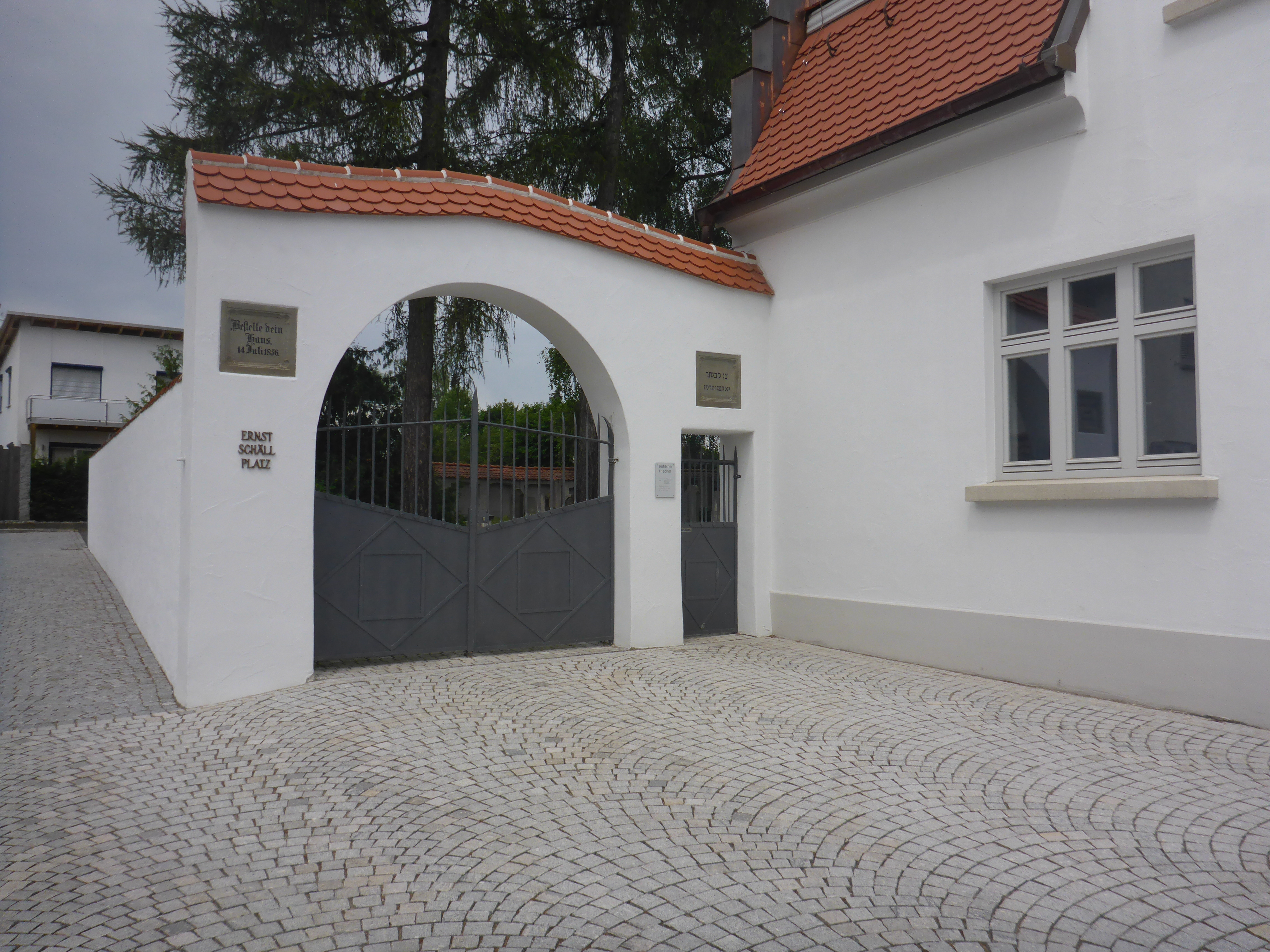
Eingang zum jüdischen Friedhof in Laupheim

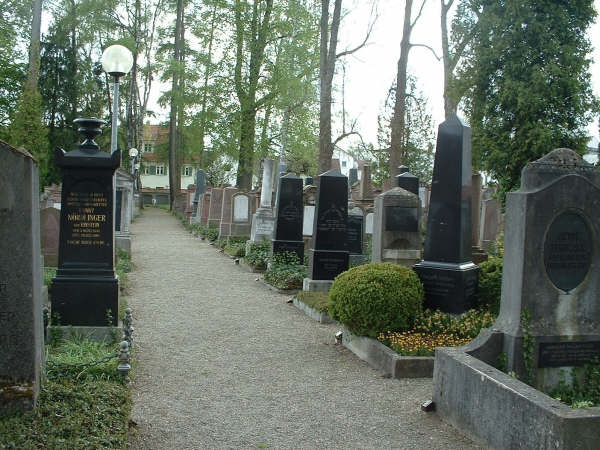
Jüdischer Friedhof in Laupheim

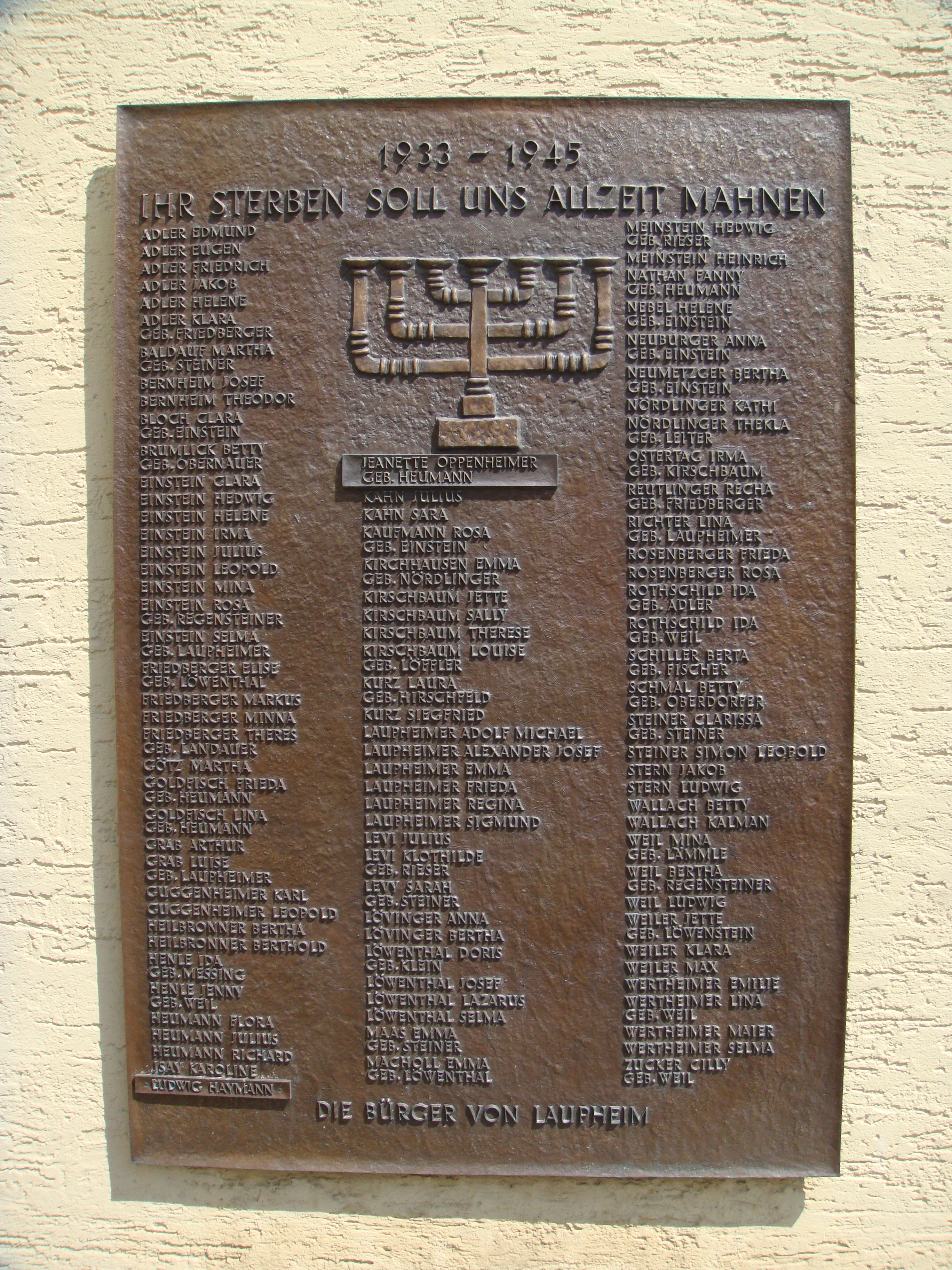
Gedenktafel auf dem jüdischen Friedhof Laupheim

Der Jüdische Friedhof Laupheim ist ein jüdischer Friedhof in Laupheim, einer Stadt im Landkreis Biberach in Baden-Württemberg. Der Friedhof ist ein geschütztes Kulturdenkmal und befindet sich auf dem Judenberg.

## Geschichte
Die jüdische Gemeinde Laupheim legte den Friedhof nach 1730 an und erweiterte ihn mehrmals. Er hat heute eine Fläche von 46,27 Ar und überstand die Zeit des Nationalsozialismus nahezu unversehrt. Die erste Beisetzung fand 1732 statt und nach 1945 wurde der Friedhof mehrfach belegt (1983 Bestattung des Schriftstellers Siegfried Einstein). Heute sind noch 916 Grabsteine vorhanden. Die erste Leichenhalle (Taharahaus) wurde 1822 erbaut und 1907 durch einen Neubau ersetzt.
Eine Gedenktafel aus Bronze mit den Namen der Kriegstoten des Ersten Weltkrieges verblieb am Kriegerdenkmal, obwohl alle anderen Metallteile auf dem Friedhof 1942 entfernt wurden.
Im Jahr 1984 wurde am Eingang des jüdischen Friedhofs eine Gedenktafel angebracht, die die 100 jüdischen Bürger aus Laupheim mit Namen aufführt, die während der nationalsozialistischen Verfolgung ermordet wurden.